# 19 de outubro
19 de outubro é o 292.º dia do ano no calendário gregoriano (293.º em anos bissextos). Faltam 73 dias para acabar o ano.

## Eventos históricos

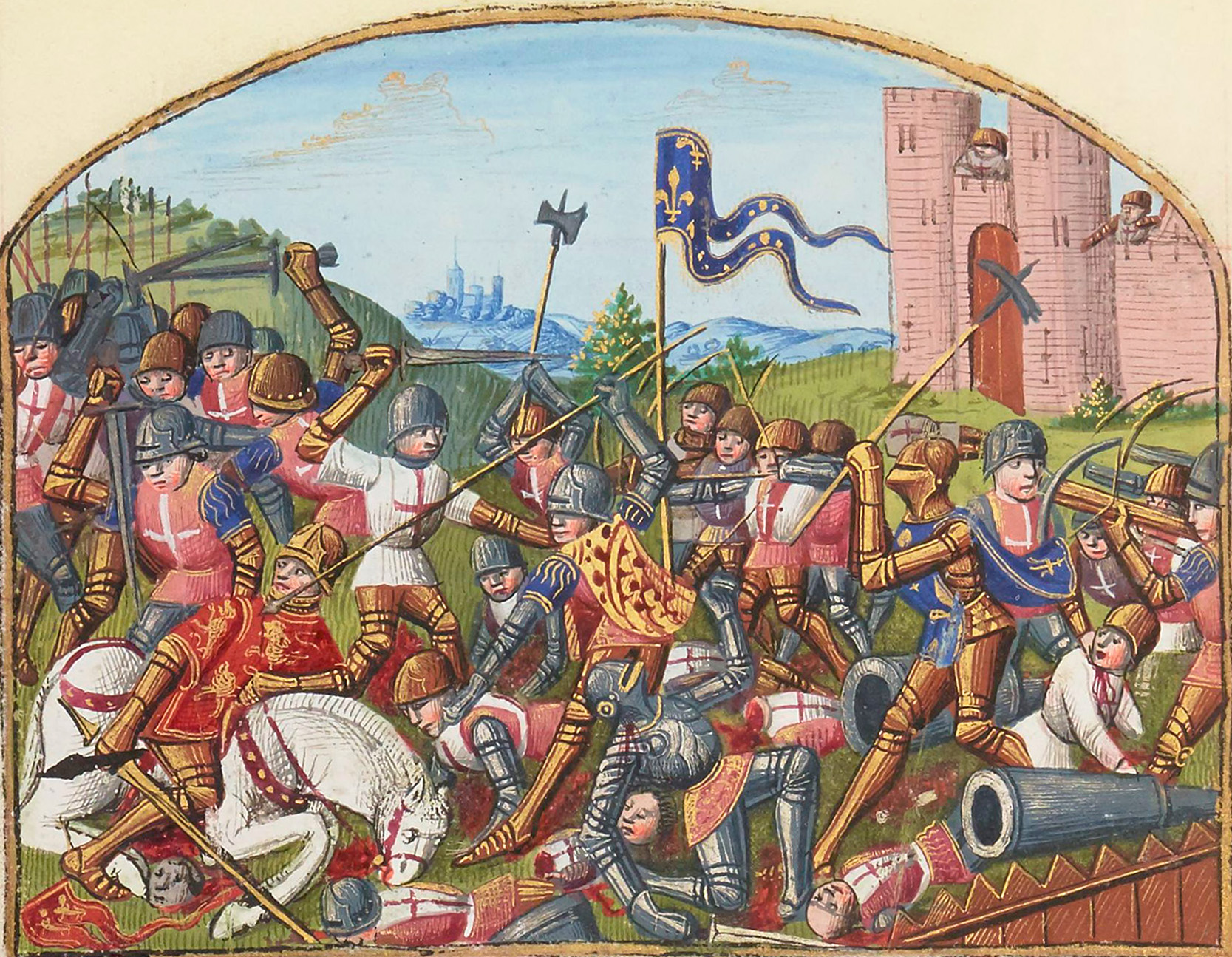
1453: Batalha de Castillon

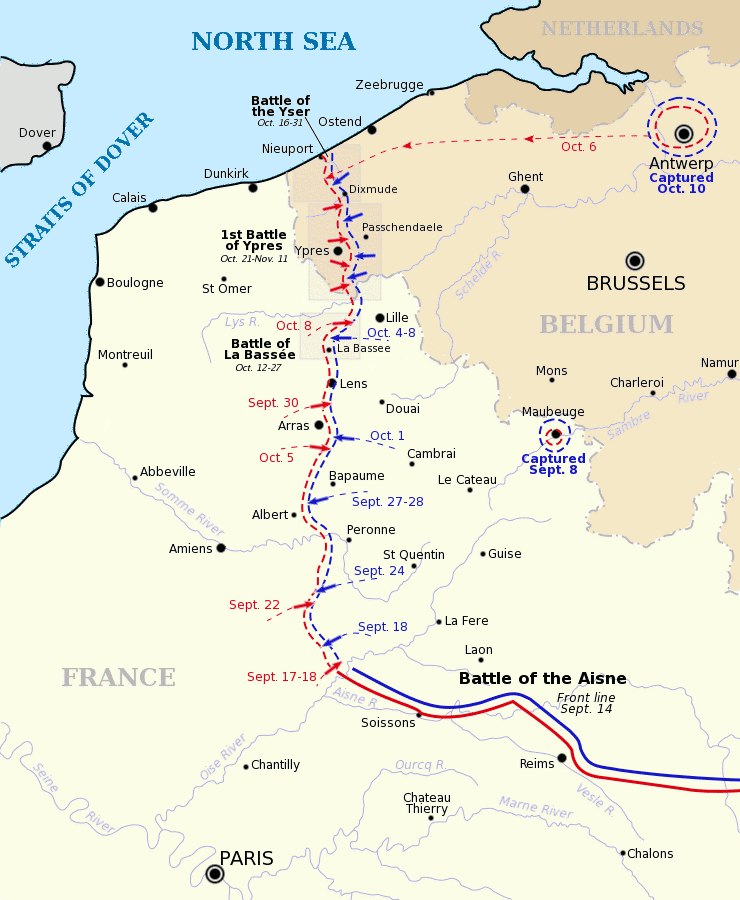
1914: Primeira Batalha de Ypres

- 202 a.C. — Batalha de Zama: batalha decisiva da Segunda guerra púnica em que o exército romanos derrota os cartagineses.
- 0439 — Os vândalos, liderados pelo rei Genserico, tomam Cartago no norte da África.
- 1216 — O rei João da Inglaterra morre em Newark-on-Trent e é sucedido por seu filho de nove anos, Henrique.
- 1354 — Maomé V torna-se o oitavo rei sultão do Reino Nacérida, na sequência do assassinato do seu pai Iúçufe I; reinou com uma interrupção até à sua morte em 1391.
- 1386 — A Universidade de Heidelberg realiza sua primeira preleção, tornando-a a mais antiga universidade alemã.
- 1453 — Guerra dos Cem Anos: três meses após a Batalha de Castillon, a Inglaterra perde suas últimas possessões no sul da França.
- 1466 — A Guerra dos Treze Anos entre a Polônia e a Ordem Teutônica termina com o Segundo Tratado de Thorn.
- 1469 — Fernando II de Aragão casa-se com Isabel I de Castela, um casamento que abre o caminho para a unificação de Aragão e Castela em um único país, a Espanha.
- 1512 — Martinho Lutero torna-se doutor em teologia.
- 1596 — O navio espanhol San Felipe encalha na costa do Japão e sua carga é confiscada pelas autoridades locais
- 1781 — Guerra Revolucionária Americana: chega ao fim o cerco de Yorktown.
- 1805 — Guerra da Terceira Coalizão: o general austríaco Mack entrega seu exército a Napoleão na Batalha de Ulm.
- 1812 — A invasão francesa da Rússia fracassa quando Napoleão começa sua retirada de Moscou.
- 1813 — Guerra da Sexta Coalizão: Napoleão é forçado a recuar da Alemanha após a Batalha das Nações.
- 1866 — De acordo com o Tratado de Viena, a Áustria cede Vêneto e Mântua à França, que imediatamente os concede à Itália em troca da anterior aquiescência italiana à anexação francesa de Saboia e Nice.
- 1900 — Max Planck descobre a Lei de Planck para radiação de corpo negro.
- 1901 — Santos Dumont convoca jurados do Aeroclube de Paris para testemunhar a volta do seu dirigível nº 6 em torno da Torre Eiffel e arrematar o prêmio Deutsch.
- 1912 — Guerra Ítalo-Turca: a Itália toma posse do que hoje é a Líbia do Império Otomano.
- 1914 — Primeira Guerra Mundial: começa a Primeira Batalha de Ypres.
- 1921 — António Granjo, líder do Partido Liberal Republicano e presidente demissionário do Ministério é assassinado no episódio conhecido como Noite Sangrenta.
- 1933 — Konstantin von Neurath retira a Alemanha da Liga das Nações.
- 1935 — A Liga das Nações impõe sanções econômicas à Itália pela invasão da Etiópia.
- 1943
  - O cargueiro Sinfra é atacado por aeronaves aliadas em Creta e afundado. Dois mil e noventa e oito prisioneiros de guerra italianos se afogam com ela.
  - A estreptomicina, o primeiro remédio antibiótico para tuberculose, é isolada por pesquisadores da Universidade Rutgers.
- 1944
  - As forças dos Estados Unidos desembarcam nas Filipinas.
  - É iniciado um golpe de Estado contra Juan Federico Ponce Vaides, iniciando a Revolução Guatemalteca.
- 1950
  - A China derrota o exército tibetano em Chambo.
  - O Irã torna-se o primeiro país a aceitar assistência técnica dos Estados Unidos sob o Programa Ponto Quatro.
- 1956 — A União Soviética e o Japão assinam uma Declaração Conjunta, encerrando oficialmente o estado de guerra entre os dois países que existia desde agosto de 1945.
- 1960 — Os Estados Unidos impõem um embargo comercial quase total a Cuba.
- 1973 — O presidente Nixon rejeita uma decisão do Tribunal de Apelações que entrega as fitas de Watergate.
- 1979 — Brasil, Argentina e Paraguai assinam acordo tripartite para recursos hidráulicos no trecho do Rio Paraná desde as Sete Quedas até a foz do Rio da Prata.
- 1984 — O padre católico, Jerzy Popiełuszko, associado à União Solidária, é morto por três agentes da agência de inteligência interna comunista polonesa.
- 1987
  - Segunda-feira negra: o índice Dow Jones Industrial Average cai 22%, 508 pontos.
  - A Marinha dos Estados Unidos realiza a Operação Nimble Archer, um ataque a duas plataformas de petróleo iranianas no Golfo Pérsico.
- 1988 — O governo britânico impõe uma proibição de transmissão de entrevistas na televisão e no rádio com membros do Sinn Féin e onze grupos paramilitares republicanos irlandeses e ulsteristas leais.
- 2003 — Madre Teresa de Calcutá é beatificada pelo Papa João Paulo II.
- 2005
  - Saddam Hussein é julgado em Bagdá por crimes contra a humanidade.
  - O furacão Wilma se torna o furacão mais intenso do Atlântico já registrado, com uma pressão mínima de 882 mb.
- 2018 — Lançada a sonda BepiColombo em direção a Mercúrio pela agência espacial europeia (ESA) e japonesa (JAXA).
- 2019 — Presidente Sebastián Piñera anuncia imposição de estado de emergência no Chile após série de protestos que deixaram ao menos 18 mortos.[1]
- 2023 — Começa a Crise do Mar Vermelho quando o movimento Houthi do Iêmen iniciou uma série de ataques, visando o sul de Israel e navios no Mar Vermelho que alegava estarem vinculados a Israel.

## Nascimentos

Vinicius de Moraes

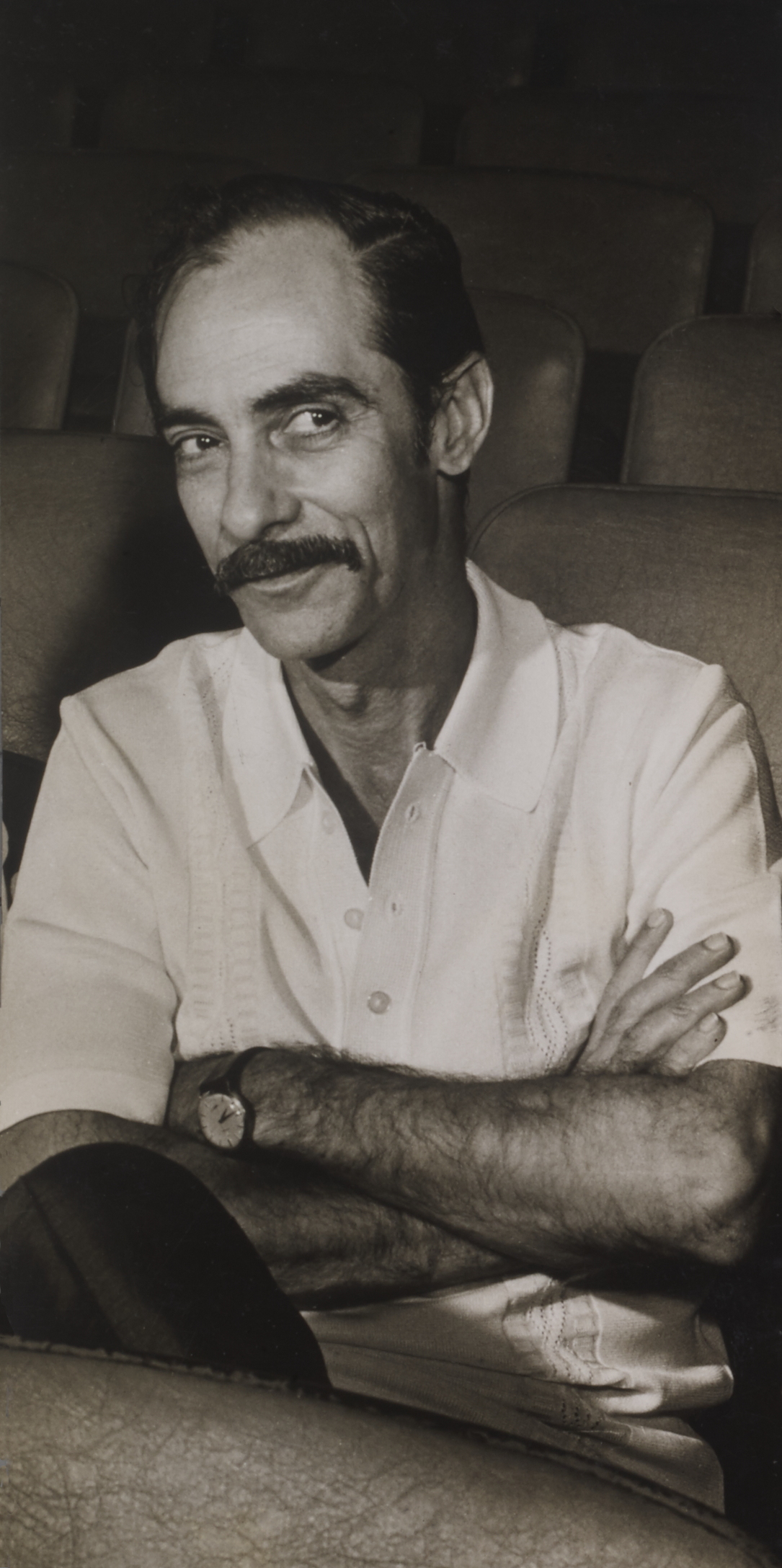
Dias Gomes

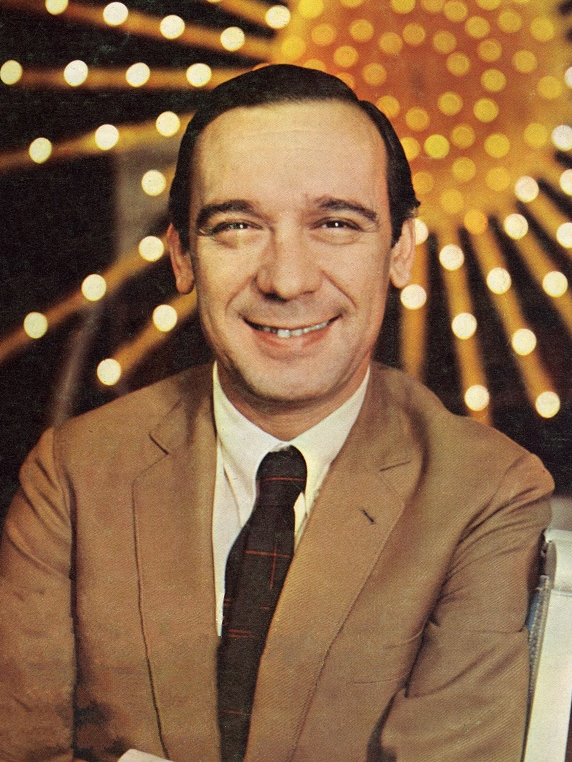
Raul Solnado

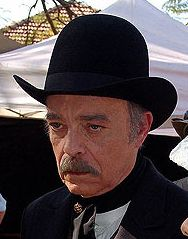
Rubens de Falco

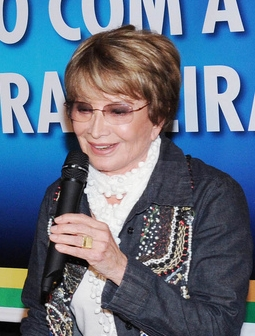
Glória Menezes

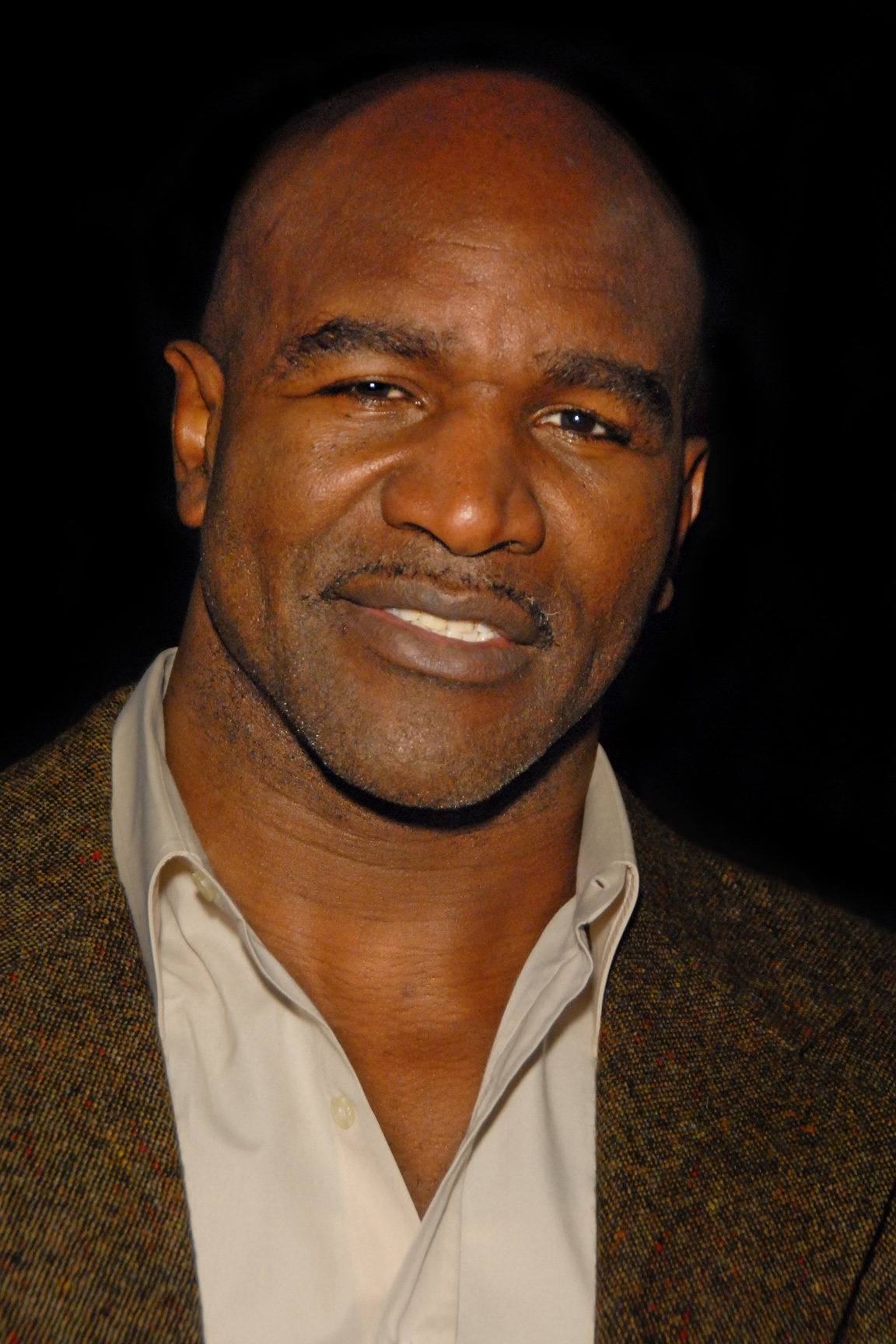
Evander Holyfield

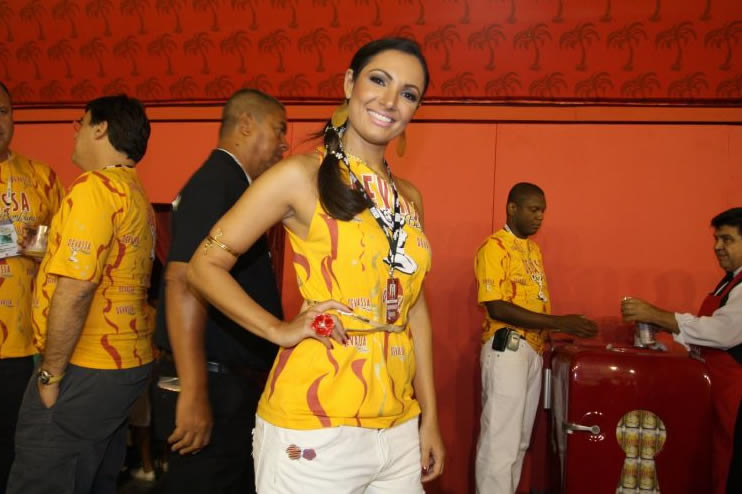
Patrícia Poeta

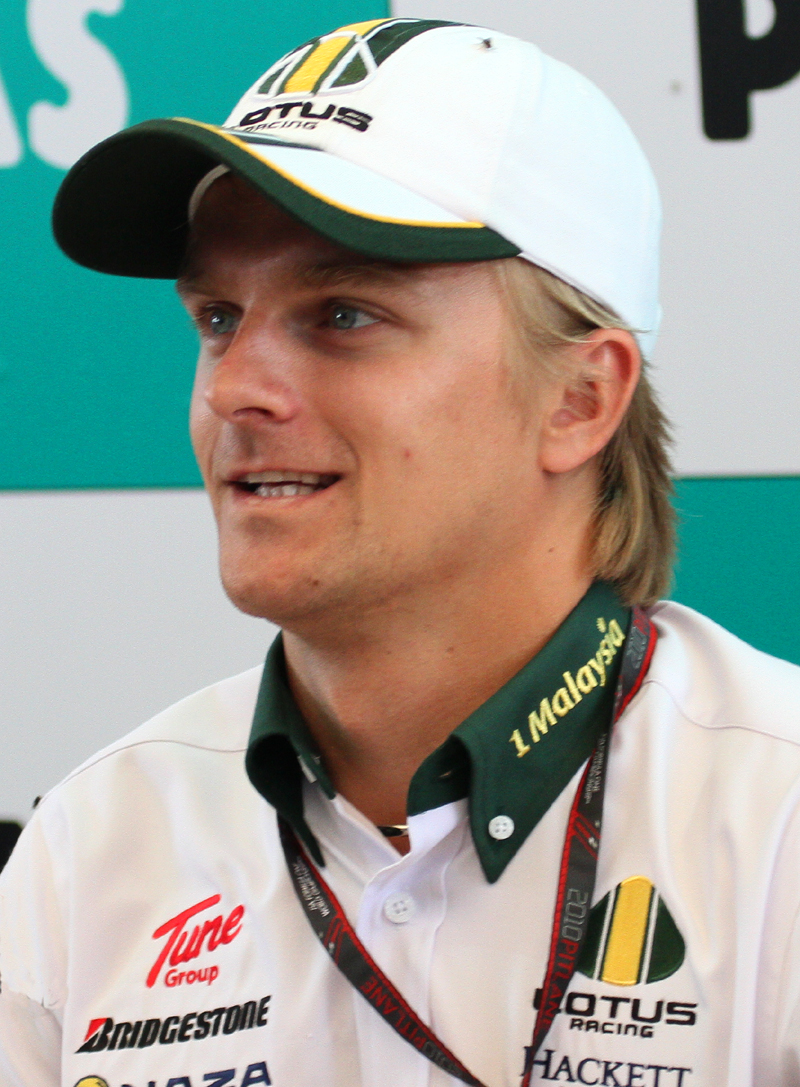
Heikki Kovalainen

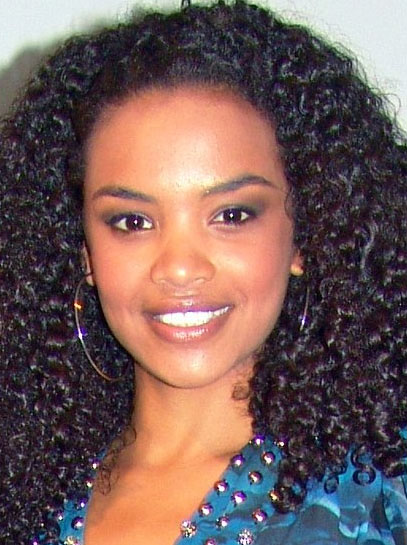
Lucy Ramos

### Anterior ao século XIX
- 1276 — Hisaaki, príncipe japonês (m. 1328).
- 1433 — Marsílio Ficino, filósofo italiano (m. 1499).
- 1522 — Johannes Wagner, reformador suíço (m. 1590).
- 1562 — George Abbot, prelado inglês (m. 1633).
- 1605 — Thomas Browne, escritor inglês (m. 1682).
- 1609 — Gerrard Winstanley, reformador religioso inglês (m. 1676).
- 1658 — Adolfo Frederico II, Duque de Mecklemburgo-Strelitz (m. 1708).
- 1680 — John Abernethy, religioso irlandês (m. 1740).
- 1784 — Leigh Hunt, poeta, crítico e ensaísta britânico (m. 1859).
- 1797 — Remexido, guerrilheiro português (m. 1838).

### Século XIX
- 1855 — Paulina de Waldeck e Pyrmont, princesa de Bentheim and Steinfurt (m. 1925).
- 1862 — Auguste Marie Louis Nicholas Lumière, inventor francês (m. 1954).
- 1871 — Walter Bradford Cannon, fisiologista norte-americano (m. 1945)
- 1889 — Fannie Hurst, escritora estado-unidense (m. 1968).
- 1896 — Graciela Bográn, professora, escritora e ativista hondurenha (m. 2000).
- 1899 — Miguel Ángel Asturias, escritor e diplomata guatemalteco (m. 1974).

### Século XX

#### 1901–1950
- 1908 — Elza Gomes, atriz luso-brasileira (m. 1984).
- 1910 — João Resende Costa, bispo brasileiro (m. 2007).
- 1913 — Vinícius de Moraes, diplomata, poeta e compositor brasileiro (m. 1980).
- 1914 — Juanita Moore, atriz americana (m. 2014).
- 1917 — René Laurentin, teólogo e mariólogo francês (m. 2017).
- 1920 — LaWanda Page, atriz, comediante e dançarina americana (m. 2002).
- 1921 — George Nader, ator americano (m. 2002).
- 1922 — Dias Gomes, teatrólogo e novelista brasileiro (m. 1999).
- 1927 — Pierre Alechinsky, pintor e gravurista belga.
- 1929 — Raúl Solnado, ator, humorista e comunicador português (m. 2009).
- 1931
  - Manolo Escobar, cantor e ator espanhol (m. 2013).
  - Rubens de Falco, ator brasileiro (m. 2008).
- 1933 — Geraldo Majella Agnelo, cardeal brasileiro (m. 2023).
- 1934 — Glória Menezes, atriz brasileira
- 1940
  - Michael Gambon, ator irlandês (m. 2023).
  - Paulo César Pereio, ator brasileiro (m. 2024).
- 1944
  - George McCrae, cantor norte-americano.
  - Peter Tosh, músico jamaicano (m. 1987).
- 1945
  - Divine, ator e cantor norte-americano (m. 1988).
  - Gloria Jones, cantora norte-americana.
  - John Lithgow, ator norte-americano.
- 1946 — Philip Pullman, escritor britânico.
- 1950 — George Fenton, compositor britânico.

#### 1951–2000
- 1956 — Dario Pereyra, treinador de futebol uruguaio.
- 1960 — Antônio Carlos Figueira, médico brasileiro (m. 2023).
- 1961 — Loro Jones, músico brasileiro.
- 1962 — Evander Holyfield, pugilista norte-americano.
- 1963 — Francisco de Assis Dantas de Lucena, bispo brasileiro.
- 1964 — Márcio Bittencourt, treinador brasileiro de futebol.
- 1965 — Brad Daugherty, comentarista norte-americano.
- 1967 — Helena Fernandes, atriz brasileira.
- 1969
  - Trey Parker, diretor, produtor, roteirista, ator e músico americano.
  - DJ Sammy, DJ espanhol.
- 1974
  - Serginho, futebolista brasileiro (m. 2004).
  - Danny Dichio, futebolista britânico.
- 1975 — Carlos de la Mota, ator dominicano.
- 1976
  - Patrícia Poeta, jornalista brasileira.
  - Desmond Harrington, ator norte-americano.
- 1977 — Raúl Tamudo, futebolista espanhol.
- 1978 — Enrique Bernoldi, automobilista brasileiro.
- 1979 — Pierre Karleskind, oceanógrafo francês
- 1980 — Katja Herbers, atriz neerlandesa.
- 1981 — Heikki Kovalainen, automobilista finlandês.
- 1982 — Lucy Ramos, atriz brasileira.
- 1983
  - Jorge Valdivia, futebolista chileno.
  - Vladimir Gabulov, futebolista russo.
- 1984 — Kaio Márcio, nadador brasileiro.
- 1989 — Miroslav Stoch, futebolista eslovaco.
- 1990 — Samuel Nascimento, ator, cantor e dançarino brasileiro.
- 1991
  - Nádia Saldanha, jornalista brasileira.
  - Samantha Robinson, atriz norte-americana.
- 1992 — Lil Durk, rapper estadunidense.
- 1993 — Hunter King, atriz estadunidense.
- 1994
  - Matej Mohorič, ciclista esloveno.
  - Flay, cantora brasileira.
- 1995 — Toni Storm, lutadora neozelandesa-australiana.
- 1996 — Chance Perdomo, ator estadunidense-britânico (m. 2024).
- 1997 — Federico Russo, ator e cantor italiano.
- 1998 — Katie Douglas, atriz canadense.
- 2000 — Heejin, cantora sul-coreana.

### Século XXI
- 2001
  - Teto, rapper brasileiro.
  - Art Parkinson, ator irlandês.

## Mortes

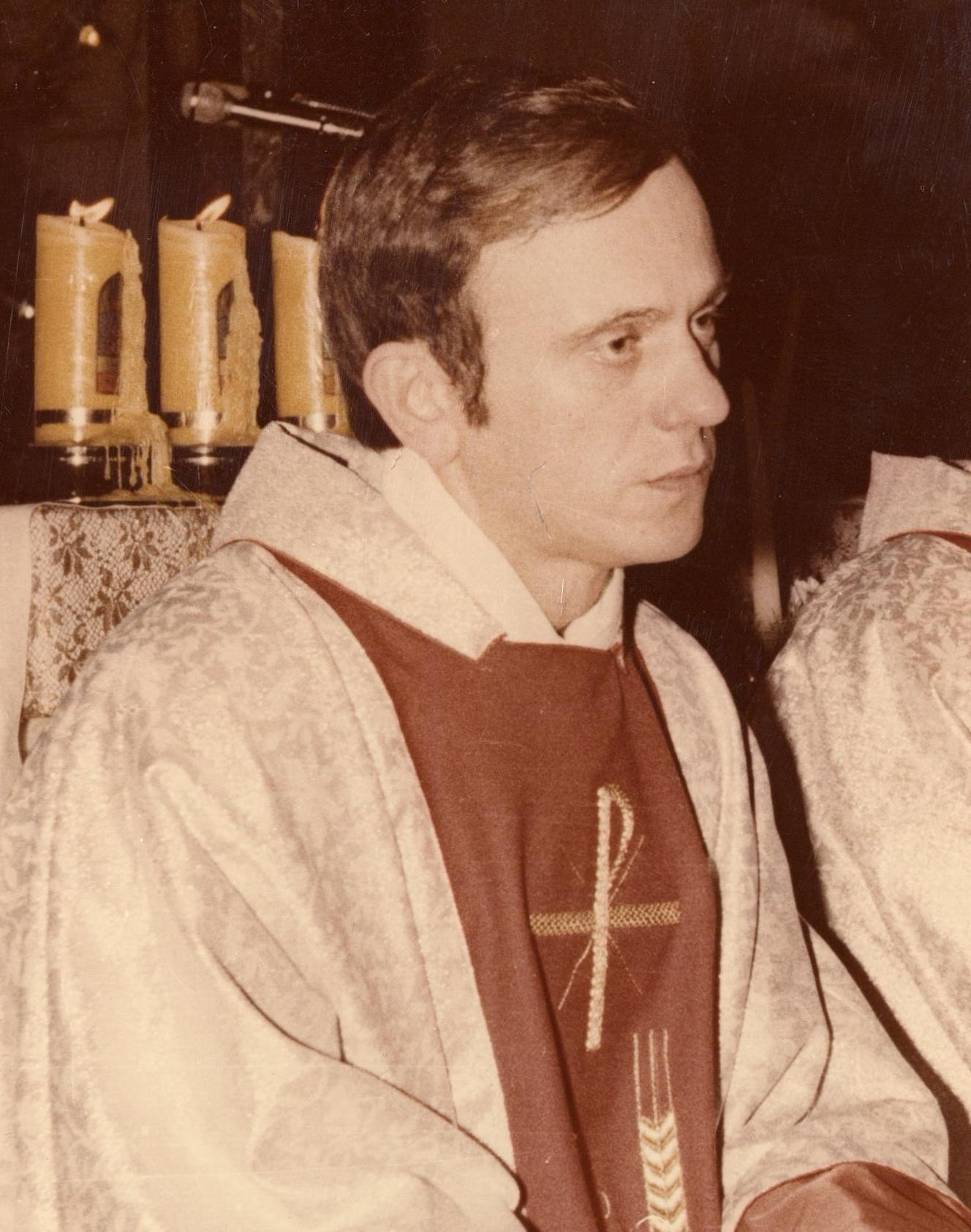
Jerzy Popiełuszko

### Anterior ao século XIX
- 1216 — João da Inglaterra (n. 1166).
- 1354 — Iúçufe I de Granada  (n. 1318).
- 1439 — Catarina de Castela, Duquesa de Vilhena (n. 1403).
- 1568 — Johannes Aurifaber, teólogo e reformador alemão (n. 1517).
- 1609 — Jacó Armínio, teólogo neerlandês (n. 1560).
- 1700 — Judah HeHasid, pregador judeu polonês (n. 1660).
- 1745 — Jonathan Swift, escritor irlandês (n. 1667).

### Século XIX
- 1851 — Maria Teresa de França (n. 1778).
- 1887 — José Rodrigues, pintor português (n. 1828).
- 1889 — Luís I de Portugal (n. 1838).

### Século XX
- 1907 — Eduardo Chapot Prévost, médico-cirurgião e cientista brasileiro (n. 1864).
- 1909 — César Lombroso, médico, criminalista e pesquisador espírita italiano (n. 1835).
- 1914 — Robert Hugh Benson, sacerdote católico e escritor britânico (n. 1871).
- 1920 — John Reed, escritor e jornalista norte-americano (n. 1887).
- 1921 — António Granjo, político português (n. 1881).
- 1936 — Mary Byrne, visionária irlandesa (n. 1850).
- 1937 — Ernest Rutherford, físico neozelandês (n. 1871).
- 1943 — Camille Claudel, escultora francesa (n. 1864).
- 1984 — Jerzy Popiełuszko, padre católico e ativista anticomunista polonês (n. 1947).
- 1986 — Samora Machel, político moçambicano (n. 1933).
- 1988 — Son House, músico e compositor estadunidense (n. 1902).
- 1999 — Nathalie Sarraute, escritora russa (n. 1900).

### Século XXI
- 2003
  - Alija Izetbegović, filósofo e político bósnio (n. 1925).
  - Road Warrior Hawk, lutador de wrestling americano (n. 1957).
- 2005 — Luis Adolfo Siles Salinas, político boliviano (n. 1925).
- 2007 — José Aparecido de Oliveira, político brasileiro (n. 1929).
- 2009 — Joseph Wiseman, ator canadense (n. 1918).
- 2014 — John Holt, cantor jamaicano (n. 1947).
- 2018 — Diana Sowle, atriz estadunidense (n. 1930).
- 2023 — Atsushi Sakurai, músico e cantor-compositor japonês (n. 1966).

## Feriados e eventos cíclicos

### Brasil
- Dia Mundial de Combate ao Câncer de Mama
- Dia do Piauí
- Dia do Profissional de TI
- Dia da Inovação, no Brasil, segundo a Lei 12 193 de 14 de janeiro de 2010
- Aniversário do município de Pouso Alegre, Minas Gerais
- Aniversário do município de Ijuí, Rio Grande do Sul
- Aniversário do município de Ivoti, Rio Grande do Sul
- Aniversário do município de itabaianinha, Sergipe

### Cristianismo
- Cleópatra e João
- Henry Martin
- Jerzy Popiełuszko
- Laura de Córdova
- Mártires canadenses
- Paulo da Cruz
- Pedro de Alcântara
- Varo
- William Carey

## Outros calendários
- No calendário romano era o 14.º dia (XIV) antes das calendas de novembro.
- No calendário litúrgico tem a letra dominical E para o dia da semana.
- No calendário gregoriano a epacta do dia é iv.